# Bayamo
Bayamo là thành phố thủ phủ tỉnh Granma của Cuba, và là một trong các thành phố lớn nhất vùng Oriente.
Bayamo nằm ở đồng bằng sông Bayamo, chịu ảnh hưởng của gió Bayamo.
Thành phố này được chia thành các barrio Arroyo Blanco, Barrancas, Bueycito, Cauto, Cayamas, Cristo, Dátil, Guamo, Guisa, Hornos, Julia, Laguna Blanca, La Sal, San Juan and Veguita.
Tại đây có Đại học Granma.
Bayamo là thành phố thứ 3 trong 7 thành phố lập bởi Diego Velázquez de Cuéllar, và đã được lập ngày 5 tháng 11 năm 1513.

## Dân số
Năm 2004, đô thị Bayamo có dân số 222.118 người. Diện tích là 918 km² (354,4 mi²), và mật độ dân số là 242,0người/km² (626,8người/sq mi).

## Cư dân nổi tiếng
- Francisco Vicente Aguilera (1821-1877), nhà cách mạng.
- José Antonio Cedeño (born 1939), nghệ sĩ.
- Carlos Manuel de Céspedes (1819-1874), nhà cách mạng.
- Perucho Figueredo (1818-1870), nhạc sĩ sáng tác quốc ca Cuba
- Pablo Milanés (born 1943), ca sĩ.
- Tomás Estrada Palma (1832-1908), tổng thống Cuba.
- Felo Ramírez (born 1921), phát thanh viên truyền thanh